# Кобуд
Кобуд или Кобудь — древнерусский город в составе Болоховской земли, упомянутый в летописи в 1241 году. Название может иметь половецкое происхождение. Был уничтожен во время карательного похода Даниила Галицкого против болоховских городов. По предположению украинского исследователя Константина Терещука, Кобуд мог быть связанным с речкой Икопоть, притоком Случи, а его возможным местоположением является городище при впадении Икопоти в Случь у современного города Староконстантинов. Это также единственное городище, логически соотносящееся с летописным маршрутом похода Даниила Галицкого.
Мысовое городище в Староконстантинове обнаружено под развалинами Староконстантиновского замка XVI века. Сохранились следы валов и рвов. Среди подъёмного материала обнаружена древнерусская гончарная керамика XII—XIII веков, обломки стеклянных браслетов, железный нож.